# Парагомінас (мікрорегіон)

Парагомінас на карті

Парагомінас (порт. Microrregião de Paragominas) — мікрорегіон в Бразилії, входить в штат Пара. Складова частина мезорегіону Південний схід штату Пара. Населення становить 291 957 чоловік (на 2010 рік). Площа — 48 400,613 км². Густота населення — 6,03 чол./км².

## Склад мікрорегіону
До складу мікрорегіону включені наступні муніципалітети:
1. Абел-Фігейреду
2. Бон-Жезус-ду-Токантінс
3. Дон-Елізеу
4. Гоянезія-ду-Пара
5. Парагомінас
6. Рондон-ду-Пара
7. Уліанополіс

| Бразилія | Це незавершена стаття з географії Бразилії. Ви можете допомогти проєкту, виправивши або дописавши її. |